# Божень (Мазовецьке воєводство)
Божень (пол. Borzeń) — село в Польщі, у гміні Мала Весь Плоцького повіту Мазовецького воєводства.
Населення — 151 особа (2011).
У 1975-1998 роках село належало до Плоцького воєводства.

## Демографія
Демографічна структура станом на 31 березня 2011 року:
|          | Загалом | Допрацездатний вік | Працездатний вік | Постпрацездатний вік |
| -------- | ------- | ------------------ | ---------------- | -------------------- |
| Чоловіки | 82      | 24                 | 48               | 10                   |
| Жінки    | 69      | 19                 | 32               | 18                   |
| Разом    | 151     | 43                 | 80               | 28                   |